# Бириба (футболист)
Арминдо Авелино де Сантана (порт.-браз. Armindo Avelino de Santana; 10 ноября 1938, Салвадор — 25 октября 2006, Салвадор), более известный как Бириба (порт.-браз. Biriba) — бразильский футболист, левый нападающий.

## Карьера
Арминдо родился в Салвадоре, в районе Итапуан в семье рыбака и прачки. Он начал играть в футбол на пляже, пока в 1954 году не отправился на просмотр в местный клуб «Баия». Первоначально футболист выступал за молодёжный состав команды. 28 апреля 1957 года Бириба дебютировал в основном составе команды в матче с «Галисией» (2:1). Первоначально футболист играл на правом фланге нападения, однако не мог вытеснить из стартового состава команды Марито. Из-за этого Бириба перешёл на левый фланг нападения, где и провёл всю оставшуюся карьеру. В 1958 году он отпраздновал победу в чемпионате штата Баия. А в 1959 году форвард помог команде выиграть Чашу Бразилии. При этом футболист забил решающий гол в полуфинале с «Васко да Гамой». В финальной игре «Баия» противостояла «Сантосу». В первой встрече победила команда из Салвадора, при этом первый мяч у неё забил именно Бириба. Во втором матче победил «Сантос», а в третьей игре вновь сильнее была «Баия». В том же году он выиграл свой второй турнир первенства штата, а затем ещё четыре раза повторял это достижение. В 1969 году Бириба завершил свою игровую карьеру.
Также Бириба выступал в составе сборной штата Баия, в частности принимал участие в чемпионате Бразилии среди сборных штатов в 1962 году.
25 октября 2006 года Бириба скончался в больнице Жаара Андраде в Салвадоре после 4 остановок сердца. Он был похоронен на местном кладбище Итапуан. Именем Бирибы назван спортивный и культурный центр в Итапуане, которым сначала руководил Арминдо, а затем его сын Андре.

## Достижения
- Чемпион штата Баия: 1958, 1959, 1960, 1961, 1962, 1967
- Обладатель Чаши Бразилии: 1959